# Geraldo Pereira
Geraldo Teodoro Pereira (Juiz de Fora, 23 de abril de 1918 — Rio de Janeiro, 8 de maio de 1955) foi um sambista e compositor brasileiro.  

## Vida
Transferiu-se para o Rio de Janeiro ainda criança, juntando-se ao seu irmão mais velho, Manuel "Mané" Araújo, no Morro de Santo Antônio, espécie de sub-bairro que integra o Morro da Mangueira, na Zona Norte da cidade. No local, teve nas rodas de calango seus primeiros contatos com a música. Depois, aprendeu a tocar violão e começou a compor seus primeiros sambas. 
Após um período de integrante da extinta escola de samba Unidos de Mangueira, procurou realizar seu projeto de afirmação artística e ascensão social afastando-se do morro, indo morar na cidade. Frequentando os ambientes na Praça Tiradentes, núcleo musical no Centro, conseguiu fazer contatos com músicos, cantores e compositores que lá se reuniam para compor novas melodias, apresentar audição de composições novas ao som de caixas de fósforos, e eventualmente formar parcerias e comprar e vender sambas neste mercado musical. Sua primeira composição gravada, "Se você sair chorando", interpretada pelo cantor Roberto Paiva, fez algum sucesso no Carnaval de 1940. Depois participou, com Wilson Batista, na feitura do samba de breque "Acertei no milhar", sucesso nacional na voz de Moreira da Silva. 
Aos poucos, foi descobrindo seu estilo, o samba sincopado, vertente do samba que se carateriza pelo deslocamento do padrão rítmico, ao qual Geraldo acrescentou uma originalidade melódica muito pessoal, marca registrada que faz com que a maioria das composições do compositor seja facilmente identificável. Também em 1940, conheceu o cantor que iria se tornar seu padrinho, como carinhosamente chamou o intérprete que gravaria mais canções (doze em total) de sua autoria: Ciro Monteiro. O cantor afirmou, num depoimento registrado, em 1970, no arquivo "Depoimentos para a Posterioridade", do Museu da Imagem e do Som, no Rio de Janeiro, que as canções de Geraldo Pereira "dizem o que você interpreta como se fosse seu" e que ele era um dos seus compositores prediletos, em termos de afinidade e sensibilidade. 
A primeira gravação de Ciro Monteiro foi "Acabou a sopa", em 1940, depois seguiram, entre outras, "Ela não teve paciência", (1941), "Quando ela samba" (1942) e "Você está sumindo" (1943), sambas nos quais as letras já revelam a complexidade na construção da figura feminina na obra de Geraldo Pereira, sendo que na configuração da personagem feminina, retratada pelo eu lírico masculino  se manifesta o desejo feminino de ser dona de seu próprio destino amoroso, retrato de mulher longe do papel submisso ao qual se vê submetida, por exemplo, a Emília de Ataúlfo Alves.  
Foi amigo de Cartola, também sambista. Inovador da MPB, foi uma dos principais expoentes do samba sincopado que influenciaria a bossa nova anos mais tarde.
Geraldo Pereira morreu precocemente, aos 37 anos, no Hospital de Servidores Municipais, onde havia sido internado por ser funcionário da prefeitura. A sua internação ocorreu dias após uma briga com o capoeirista Madame Satã, que teria sido provocado por Geraldo. O entrevero ocorrido, porém, não foi fator decisivo na morte prematura, já que, de acordo com os biógrafos do compositor, ele já vinha sofrendo de sangramento intestinal que foi agravando no decorrer dos últimos anos de vida.

## Obras
São, de acordo com os biógrafos, 77 canções de autoria de Geraldo em total, mais muitas inéditas.
Uma de suas mais conhecidas composições é Falsa Baiana, gravada originalmente em 1944 pelo intérprete que mais gravou canções de Geraldo: Ciro Monteiro, com doze composições em total, entre as quais "Acabou a Sopa", "Você está sumindo", Quando ela samba", posteriormente regravada por muitos artistas, como Gal Costa no LP Gal Fa-Tal (A Todo Vapor). Outros sambas importantes de sua autoria são Acertei no milhar, Escurinha, Sem compromisso, Pisei num despacho e Bolinha de Papel.

## Cinema
Em 1998, foi lançado um filme biográfico intitulado O Rei do Samba, dirigido por José Sette e com Gerson Rosa no papel de Geraldo Pereira.

## Homenagem
O nome de Geraldo Pereira é citado na canção "Sambista Perfeito", interpretada por do Arlindo Cruz, composição de autoria dele mesmo e de Nei Lopes. Sendo a faixa 4 do álbum "Sambista Perfeito", o primeiro disco de inéditas de Arlindo, em 14 anos, produzido por Leandro Sapucahy e lançado em 2007, em edição da gravadora Deckdisc.